# Воронов, Валентин Николаевич
Валенти́н Никола́евич Во́ронов (16 [29] ноября 1915, Мологский уезд, Ярославская губерния — 25 ноября 1985, Андропов, Ярославская область) — полный кавалер ордена Славы, участник Великой Отечественной войны, командир миномётного расчёта 1109-го стрелкового полка 330-й стрелковой дивизии, старшина.

## Биография
Родился 16 (29) ноября 1915 года в деревне Андреевка в крестьянской семье. По национальности русский. Получил начальное образование. Работал трактористом в колхозе Городецкого сельского Совета Мологского района Ярославской области.
Проходил срочную службу в Красной армии с 1937 по 1939 год. В сентябре 1941 года мобилизован и направлен на фронт.
Командир расчёта 82-миллиметрового миномёта 1109-го стрелкового полка 330-й стрелковой дивизии 10-й армии Западного фронта старшина Воронов вместе с бойцами во время боёв 15—18 декабря 1943 года по освобождению деревень Прилеп и Голочево Чаусского района Могилёвской области Белоруссии уничтожил свыше взвода гитлеровцев, подавив восемь пулемётов и три миномёта противника. 29 декабря 1943 года за мужество и отвагу, проявленные в боях, старшина Воронов Валентин Николаевич награждён орденом Славы III степени (№ 38311).
8 февраля 1945 года командир миномётного расчёта 1109-го стрелкового полка 330-й стрелковой дивизии 70-й армии 2-го Белорусского фронта старшина Валентин Воронов в бою по ликвидации окружённой вражеской группировки в районе польского города Хелмно в составе разведгруппы уничтожил три автомашины и свыше десяти солдат противника. В ходе этой операции двадцать семь гитлеровцев было захвачено в плен. 7 марта 1945 года за мужество и отвагу, проявленные в боях, старшина Воронов Валентин Николаевич награждён орденом Славы II степени (№ 13504).
19—26 марта 1945 года старшина В. Н. Воронов в ходе боёв в районе города Данциг (ныне — Гданьск, Польша), командуя миномётным расчётом 1109-го стрелкового полка 330-й стрелковой дивизии 49-й армии 2-й Белорусского фронта, подавил три пулемёта и уничтожил двадцать гитлеровцев.
29 июня 1945 года Указом Президиума Верховного Совета СССР за образцовое выполнение заданий командования в боях с немецко-фашистскими захватчиками старшина Воронов Валентин Николаевич награждён орденом Славы I степени (№ 497), тем самым став полным кавалером этого ордена.
В ноябре 1945 года В. Н. Воронов был демобилизован и вернулся на родину. Жил в городе Рыбинске Ярославской области, где работал в отряде военизированной охраны. Умер 25 ноября 1985 года.

## Награды
- Орден Отечественной войны I степени (1985)
- Орден Отечественной войны II степени (3 сентября 1944)
- Орден Славы I степени (29 июня 1945)
- Орден Славы II степени (7 марта 1945)
- Орден Славы III степени (29 декабря 1943)
- Медали, в том числе:
  - Две медали «За отвагу» (22 июля 1942; 29 июля 1943)
  - «За доблестный труд. В ознаменование 100-летия со дня рождения Владимира Ильича Ленина» (1970)
  - «За оборону Москвы» (1944)
  - «За победу над Германией в Великой Отечественной войне 1941—1945 гг.»
  - «Двадцать лет Победы в Великой Отечественной войне 1941—1945 гг.»
  - «Тридцать лет Победы в Великой Отечественной войне 1941—1945 гг.»
  - «Сорок лет Победы в Великой Отечественной войне 1941—1945 гг.»
  - «Ветеран труда»
  - «50 лет Вооружённых Сил СССР»
  - «60 лет Вооружённых Сил СССР»

## Память
- Имя кавалера ордена Славы трёх степеней Воронова В. Н. высечено на обелиске у Вечного огня в парке на Волжской набережной города Рыбинска.

## Комментарии
1. ↑  Деревня Андреевка[1], относившаяся к Городецкой волости Мологского уезда, в последующем входила в состав Мологского района (эта административно-территориальная подчинённость указана в источнике[2]); утрачена при создании Рыбинского водохранилища, ныне — территория Пошехонского района Ярославской области.